# Michaël Bryk
Michaël Bryk (Oekraïens: Миха́йло Іва́нович Брик, Mychajlo Ivanovytsj Bryk) (Dziewiętniki, 1 november 1922 - München, 11 augustus 1980) was een Nederlandse historicus en activist van Oekraïense afkomst. Hij was een van de leidende figuren binnen de Oekraïense gemeenschap in Nederland.

## Biografie
Michaël (ook: Mychajlo) Bryk werd op 1 november 1922 geboren in het dorp Dziewiętniki (powiat Bóbrka, woiwodschap Lwów in de Tweede Poolse Republiek, nu Devjatnyky, rajon Zjydatsjiv, oblast Lviv in Oekraïne). Aan de vooravond van de Tweede Wereldoorlog sloot Bryk zich aan bij een zelfverdedigingseenheid van de Organisatie van Oekraïense Nationalisten (OOeN). In november 1939 werd hij door OOeN naar Duitsland gestuurd, hij heeft werk geweigerd en werd in 1941 in Katowice gearresteerd en naar Brandenburg am Havel vervoerd waar hij gedwongen te werk geteld werd in de Adam Opel fabriek. Na de bevrijding verbleef hij in DP-kampen, waarna hij in 1947 naar Nederland kwam.
Hij woonde in Losser. Hij vond werk als chemigraaf bij Dagblad Tubantia. Michaël Bryk studeerde in zijn vrije tijd Russische Taal- en Letterkunde aan de Universiteit van Amsterdam en geschiedenis aan de Universiteit van Münster. Hij promoveerde in 1973, waarna hij in 1974 eerst lector in de geschiedenis van Oekraïne en later ook gastdocent werd aan de Oekraïense Vrije Universiteit in München.
Bryk was oprichter en jarenlang actief in de Bond van Oekraïners in Nederland. In de beginjaren was hij redacteur van het Oekraïens blad De Trekker (Oekraïens: Скиталець, Skytalets), dat in Nederland verscheen. In de jaren daarna zou hij veel, vooral geschiedkundige, werken uitgeven in eigen beheer. In 1955 was hij in Hengelo een van de vier oprichters van de Oekraïense Dansgroep Roesalka.
Michaël Bryk overleed in München op 11 augustus 1980, onder vermeende verdachte omstandigheden, aan een hartaanval.